# Coccocypselum cordifolium
Coccocypselum cordifolium là một loài thực vật có hoa trong họ Thiến thảo. Loài này được Nees & Mart. mô tả khoa học đầu tiên năm 1824.

## Hình ảnh

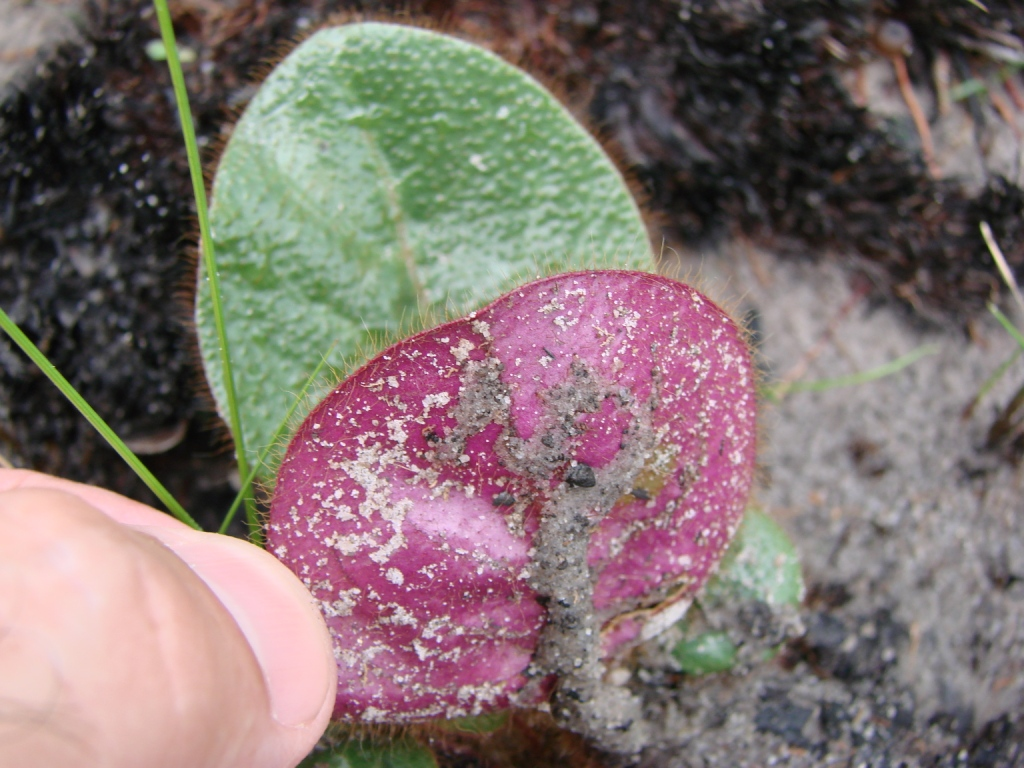